# Підтемне
Підте́мне — село в Україні, у Солонківській сільській громаді, Львівського району Львівської області. Населення становить 86 осіб.
Населений пункт розташований за 17 км на південь від Львова. В селі був замок та оборонний монастир. Залишилися лише рештки замкових оборонних валів.

## Історія
Перша письмова згадка с. Підтемне у львівських судових записках датується 19 січня 1476 року. Тут йдеться про сплату штрафу тогочасним власником Підтемного, Милятич, Винник, Підберізців, Старого Села та Романова Богданом з Черемошні, ймовірно з роду Романовських.
Згідно судових записок, наступною дідичкою села Підтемне стає Маргарита (Малгожата) Чемержинська, донька Петра Романовського, онука Яна Гліба Дедьковича (†1438) з Романова та його дружини Клари (†1443). Після смерті Петра Романовського у 1454 році Мартин (брат Маргарити) стає дідичем Свіржа, а решта родових володінь, зокрема і Підтемне, були розділені між стриєм Мартина Миколаєм та сестрами Маргаритою і Ядвігою.
У 1486—1490 роках в судових записах неодноразово згадується суперечка щодо Підтемного між Маргаритою з Романовських та Яном Войтицьким, чоловіком її сестри Ядвіги. Так наприклад, 5 березня 1490 року Ян Войтицький, дідич Милятич, оскаржив шляхетну Маргариту за те, що вона не бажає ділитися з ним дідичним маєтком Підтемне — Монастир — Млинівці. Маєток був оцінений у 100 гривень і він готовий довести письмово, що 1/3 частина згаданого майна мала б належати йому. На це представник Маргарити відповів панові судді, що його підзахисна володіє цим маєтком згідно усіх норм земського права від часу смерті своєї бабці (тобто Клари, яка померла близько 1443 року)
Після смерті Маргарити у 1500 році, право власності на Підтемне оскаржували її останній чоловік Ян Олешницький, сестра Ядвіга та племінник Мартин Свірзький. Відомо, що вже по смерті самого Мартина Свірзького (молодшого) у 1530 році був складений документ у якому описувався розділ його майна між спадкоємцями. Згідно цього документу два сини Мартина, Станіслав і Єжи, отримали десять поселень, до числа яких входили Підтемне, Монастир і Млинівці, як власність спільна і нероздільна.
З «Описів землі руської» знаємо, що Підтемне і надалі залишалось у власності родини Свірзьких. Станом на 1578 рік Підтемне перебувало у власності Катерини Свірзької.
А вже у 1626 році у джерелах зазначено про наявність осади міської з магдебурзьким правом у Підтемному, як власність дідича Миколая Нарайовського. Такий статус Підтемне отримало не випадково, адже на цей час тут був збудований невеликий замок, а значить було і власне підзамче з його мешканцями. На мапі надзубрянських сіл від 1654 року зображений чотирикутний замок з округлими вежами.

## Населення
За даним всеукраїнським переписом населення 2001 року, в селі мешкало 86 осіб. Мовний склад села був таким:
| Мова       | Число ос. | Відсоток |
| ---------- | --------- | -------- |
| українська | 85        | 98,84    |
| польська   | 1         | 1,16     |

## Пам'ятки

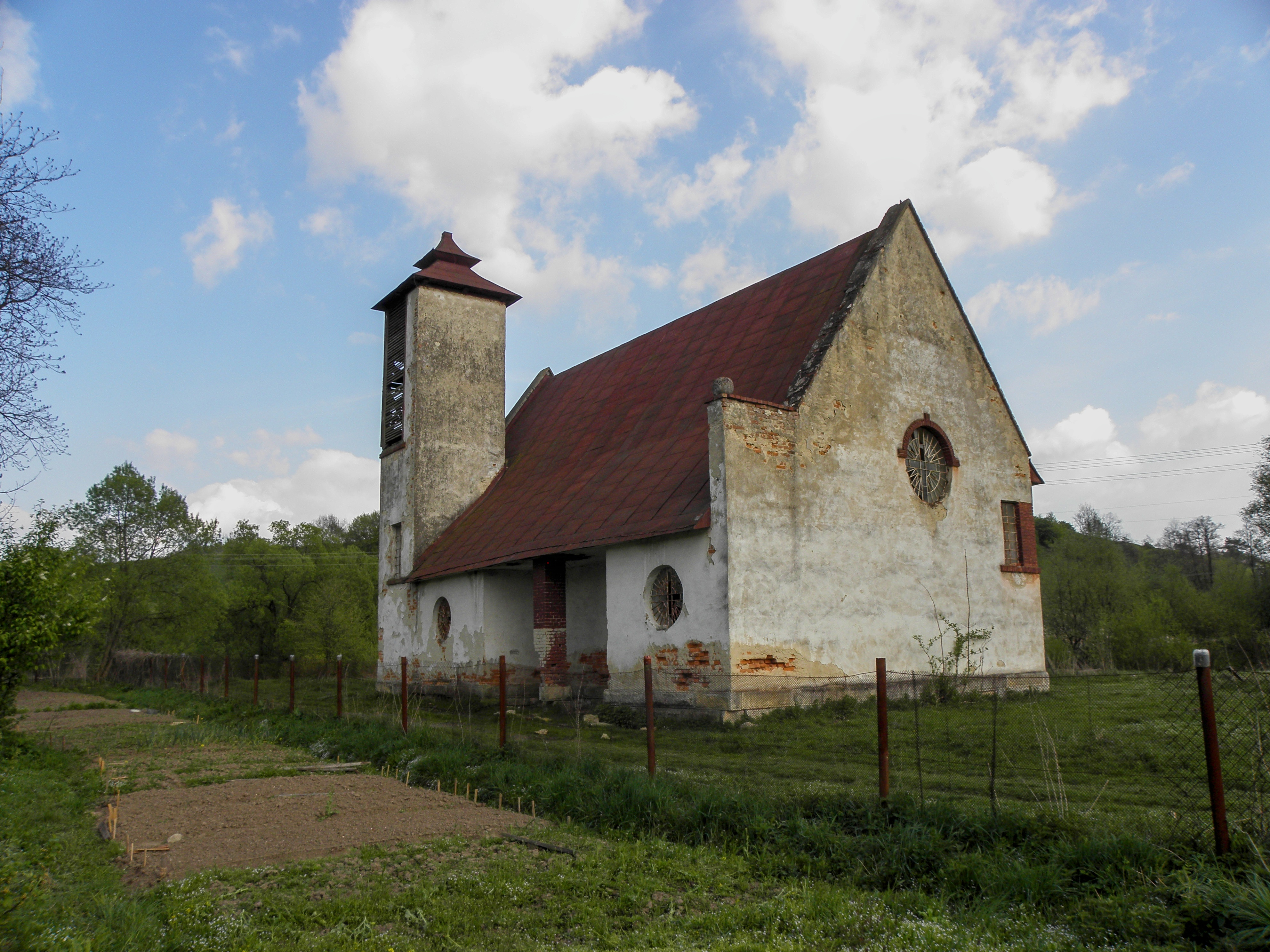
Костел 1930-і рр.

- Церква Різдва Пресвятої Богородиці (1900)
- Костел (1930-і рр.).
- Збереглися руїни давньої оборонної вежі, в якій облаштували капличку.

## Відомі люди
- Степан Гайдучок — співзасновник спортового товариства «Україна», активний діяч пластового руху та спортивного товариства «Сокіл», завідувач кафедри фізичної культури Львівського державного медичного інституту у 1939—1941 роках.
- Казімеж Ахт-Тарловський — польський лісівник, професор Львівської політехніки. Перший поляк, який захистив докторську роботу в Академії земляних культур у Відні.